# Селим I Герай
Сели́м I Гера́й (Гире́й) (крым. I Selim Geray, ١ سليم كراى‎; 1631 — 22 декабря 1704) — хан Крыма, примечателен тем, что занимал престол четыре раза в 1671—1678, 1684—1691, 1692—1699 и 1702—1704 годах. Сын крымского хана Бахадыра I Герая. Встречающиеся в литературе варианты написания имени: Хаджи Селим Герай, Хаджи Селим Гирей, Селим I Гирей, Селим I Гирай, Селим Гирей I.

## Биография
В юности Селим получил в Бахчисарае хорошее образование, был знатоком богословия, законов и иностранных языков. Селим Герай был выдающимся политиком, очень популярным как в народных массах, так и среди крымской знати. Ещё будучи наследником престола Селим I Гирей победно возглавил крымское войско в битве под Бужином.
В первое правление (1671—1678) Селим I Герай назначил калгой своего брата Селямета Герая, а нурэддином — своего двоюродного брата Сафу Герая, сына нурэддина Сафы Герая (ум. 1637). Во второе правление (1684—1691) Селим I назначил калгой своего старшего сына Девлета Герая, а нурэддином — другого сына Азамата Герая. В третье правление (1692—1699) калгой был снова назначен Девлет Герай, а нурэддином — Шахин Герай, сын хана Исляма III Герая. В четвертое правление (1702—1704) Селим I Герай назначил калгой и нурэддином своих сыновей Газы Герая и Каплана Герая.
Во внешней политике Селим I был верным вассалом Османской империи и все свои действия старался координировать со Стамбулом. Во время первого правления помогал протурецкому гетману Украины Петру Дорошенко в борьбе против Москвы и Варшавы и был смещён с престола султаном за военные неудачи.
Во время второго правления Селим I успешно отразил нападение на Крым войск русского князя Василия Голицына. Он же направил экспедиционный корпус в помощь туркам, против кумановского короля Карпоша. Вскоре, находясь между двух огней: султана, который требовал увеличения военной помощи в борьбе с Австрией, и знати, которая требовала от правителя оставаться в Крыму и защищать страну от нападения русских, хан отрёкся от престола и отправился в хадж в Мекку.
В третий раз взойдя на престол, Селим снова оказался в похожей ситуации: нападения казаков на Крым с одной стороны, и требования султана явиться на помощь османским войскам на Балканы с другой. Хан сумел с честью выйти из столь затруднительной ситуации, но после этого снова отрёкся от трона.
В четвёртый раз Селим I Герай взошёл на престол в 1702 году и скончался через два года после этого.
Селим I Герай был очень любим и уважаем и в Крыму, и в Турции. После смещения султаном и добровольных отречений крымцы всегда единодушно просили любимого правителя вернуться, считая что среди членов правящей династии нет людей, равных ему по авторитету и способностям.
После кончины Селима I Герая все ханы, правившие Крымом (за исключением Девлета III Герая) были его потомками. В частности, в разное время престол занимали шестеро сыновей Селима I: Саадет IV Герай, Газы III Герай, Менгли II Герай, Девлет II Герай, Каплан I Герай и Селямет II Герай.